# Central Coast Stadium
O Central Coast Stadium é um estádio localizado na cidade de Gosford, estado de Nova Gales do Sul, na Austrália. Foi inaugurado em 2000 e tem capacidade para 20.059 pessoas, é usado para jogos de futebol e rugby, é a casa do time de futebol Central Coast Mariners da A-League e do time de rugby league North Sydney Bears, também recebe alguns jogos de times de rugby league de Sydney.